# 白鳥すず
白鳥 すず（しらとり すず、9月2日生）は、日本のストリッパー・元AV女優。

## 略歴・人物
2018年にデビューしたロリ系AV女優。元ARMプロモーション所属。
2018年7月1日、東洋ショー劇場でストリップデビュー（東洋ショー劇場所属）。
趣味は音楽鑑賞、特技は英語。
2020年、ひなた鈴へ改名

## 出演作品

### アダルトDVD
2018年
- お下げ髪が似合う、色白巨乳の小っちゃい娘 萌えあがる、抱かれ上手の天使ちゃんの羞恥映像（5月25日、オーロラプロジェクト・アネックス）
- 女子社員 これが私のお仕事です! AVメーカー勤務女性スタッフ密着撮影 Case.02 長谷川あずさの場合（6月15日、ゴーゴーズ）※「長谷川あずさ」名義
- やめられない止まらない! 夫婦交換スワッピング! ヤリマン夫妻に乗せられて、夫が見てる前で他人チ○ポを入れられ大興奮する若妻。公然不倫に病みつきになりました。（6月21日、SWITCH）
- 「誰でもいいからSEXしたい…ムシャクシャして応募しました(笑)」 社会人一年目でまさかのデキ婚。周囲からはいつ離婚するの?とはやしたてられ、育児と仕事の両立で時間に追われる毎日。 20代で早くも人生の歯車が狂ってしまい目下ストレスフリーな生活を目指す若妻 えりか23歳、AVデビュー!!（6月21日、しろうとChannel）※「えりか」名義
- 制服美少女の電車パンチラ ミニスカむっちり美脚の奥に覗く純潔パンティを画面いっぱいでじっくり抜きたい貴方へ（7月6日、OFFICE K'S）
- 素人娘の見せつけストリップ ヘアヌードダンス（7月6日、OFFICE K'S）
- 素人娘の見せつけストリップ ヘアヌードダンス（7月6日、OFFICE K'S）
- 親が再婚して出来た義理のお姉ちゃんは超ヤリマン! 事あるごとにボクの童貞チ●ポにイタズラを仕掛けてくるんです!寝ているボクに馬乗りになって直でチ●ポにマ●コを擦りつけて生素股状態! 目を覚ましたボクは我慢の限界!そのまま腰を突き上げて強引にチ●ポをねじ込んだら、義姉もヤリマンの本領発揮でグラインド!激よがり!大量に中出し発射させられちゃいました!（7月7日、ゴールデンタイム）
- 思い切って勝手にAV化! 超イケメンの友達が既にホロ酔い状態のカワイ子ちゃんを連れてきた!女に無縁のボクにはそれだけで大興奮なのに超エッチな女王様ゲームが始まり予想以上に過激でおこぼれでかなりいい思いができちゃった!(王様ゲームとはひと味違う!!)（7月7日、お夜食カンパニー）
- ママ友たちと温泉旅行!「久しぶりに一緒に入ろうよ!」混浴湯船は大人のボインだらけでチ○コ勃っちゃった!「ママには黙っててあげるから」興奮した奥様たちに寄ってたかって玩具にされたけど、絶倫チ○ポでイカセまくってやりました（7月12日、SWITCH）
- 素人娘のフェラチオが上手すぎる!! 4（7月20日、OFFICE K'S）
- 僕は家庭教師 真っ昼間、教え子に誘惑されて犯されて、甘い匂いの香る密室での夢のような淫靡な時間…（7月24日、思春期フィクション）
- 引きこもりの姉妹は隠れ巨乳のEカップ! そして無職になったお父さんとの真っ昼間、親子水入らず3人のいやらしい時間!!（7月24日、思春期フクション）
- 想定外の3P!! 仲の良い女友達が、終電に乗り遅れたからと、一緒に飲んでいた女友達を連れてボクの家にやって来た!!そして、ボクの家で飲みなおす事に!!丁度、ボクに紹介する予定の女の子だったらしく、飲んでいたら良い雰囲気に!!このままイケる!!と思ったら、実はその女友達もボクの事を気に入っていたみたいで…（8月19日、ゴールデンタイム）
- いつも一緒にいて大好きな幼馴染!それなのに…まさかの『絶対に彼女にはなれない』宣言!?それなら1回だけでもエッチさせて!と頼み込むと、なんとかフェラチオだけしてくれることに!すると、フェラをしてくれている幼馴染のパンツはシミができるほどグッチョリ濡れまくり!思わず手マンしたら幼馴染もその気になって…（8月19日、お夜食カンパニー）
- 女子校生 ブルマ履いたままおもらしオナニー（8月25日、デジタルアーク）
- うちの妹、家ではブラジャーを着けないので、兄としてはちょっと困ってます…（8月28日、思春期.com）※「すず」名義
- 赤い欲望 生徒を弄ぶ家庭教師（9月1日、禁断の果実）
- 乳首こねくり回し スカート巾着痴漢（9月7日、アパッチ）
- 素人男女観察! モニタリングAV カップルの絆を徹底検証!! 『あなたの彼女、彼氏以外の男に強引に迫られたら本気で拒否できますか?』 カップルに声をかけ彼氏に浮気された経験を持つ彼女を個室で話を聞かせて欲しいからと男性スタッフと2人きりに。そこで強引にボディタッチしたり勃起チ○ポを見せつけたりエロアプローチをグイグイ仕掛ける。 果たして彼氏に浮気されても自分はしない一途な彼女は本気で拒否するのか?（9月19日、お夜食カンパニー）
- 朝までハシゴ酒×PRESTIGE PREMIUM 05（9月28日、プレステージ）※「スズ」名義
- 愛しのデリヘル嬢 【DQN】素人売春生中出し 気が弱くてすぐ謝るOL編（10月1日、プラム）
- 「お願い!絶対声出さないから少しだけ挿れて!」 酔っ払った親友の彼女は声を押し殺してサイレントエビ反り爆イキ!! 親友カップルと宅飲みしていたら親友(彼氏)が爆睡してしまい親友の彼女と二人で飲む事に!二人で飲んでいたら徐々に酔っ払う親友の彼女!しかも段々とエッチな雰囲気に!!そしてキスをせがみだし完全にド淫乱モード!さすがにまずいと思ったけど雰囲気に飲まれてしまい…でも最後まではまずいと思い止めようと思ったら「絶対声出さないからちょっとだけでいいから挿れて…」と悪魔の囁きが…我慢できずにゆっくりとねじ込んだら声を押し殺してサイレントエビ反り爆イキ!!声を押し殺しながらも何度も何度も中に出させられちゃいました!その後、付き合って思いっきり喘ぎながらエビ反ってもらいました!!（10月7日、Hunter）
- クリトリスの形までクッキリわかる! イキまくりパンツ越しオナニー 2（10月13日、アロマ企画）
- 規則が超厳しい寮生活をしている女子○生は欲求不満で即ハメチ○ポを求めまくり! 男子禁制の女子寮に踏み込んだら最後、女子○生たちのエロ過ぎる欲求を解消するまで帰してくれません!?母が働く女子寮に届け物をしに来たボクは、興味本位で寮内に侵入!すると寮生に見つかり、そのまま部屋に閉じ込められてしまいました!?思春期真っただ中の彼女たちだけど、集団禁欲生活中なので…どんな男でも超ドストライク状態!?だから男を見たらどんな状況でもチ○ポを欲しがり、何度も何度も自分の欲求が満たされるまでエッチをおねだりしてきた!!（10月19日、Hunter）
- 素人男女観察! モニタリングAV カップルの絆を徹底検証!! 超ラブラブなカップル限定! 彼氏がその場にいない状況で彼女に彼氏以外の男性のセンズリを見てください!とお願いしたら…。 実は彼氏はマジックミラー越しの隣の部屋でセンズリ鑑賞している彼女をモニタリング! まさか彼氏がそばにいるとは知らない彼女はこっそり発情しまくり! そして彼氏以外の男とまさかの生ハメ生中出し!?（10月19日、お夜食カンパニー）
- 舐められ弄られてゴリゴリに勃起する過敏乳首（11月1日、ゑびすさん）
- ローアングルでベストアングル連発!! じっくり仰ぎ見るパンチラ（11月13日、アロマ企画）
- プリティ低身長147cm! ちっちゃかわいい美少女天使 ミニマム妹中出し お兄ちゃんに今日もエッチなおねだりSEX♡（11月13日、ケートライブ）
- 性奴隷の原石。（12月7日、山と空）※「すず」名義
- 素人男女モニタリング実験でゲッツ!! 職場の女上司♀×男部下♂限定 「日頃のストレス解消のため女上司にオイルエステして下さい」とマイクロビキニと大人のおもちゃを渡して2人きりで密室に入れたらどうなる?（12月14日、ゲッツ!!）
- 担任のパワハラ女教師にバカにされたので、服従奴隷シールを貼って復讐しようとしたら催眠かかりすぎて泡吹き失神したので…（12月14日、ゲッツ!!）
- 素人限定! 目指せ!賞金100万円! ほどける水着クイズ タイムショック（12月19日、ATOM）
- Aラインワンピースのパンチラ（12月25日、アロマ企画）
- スパ温泉同好会の美人妻完堕ち寝取られ（12月28日、ゲッツ!!）

2019年
- 友達と飲み会後、終電を逃して家に泊めた親友の彼女。 言葉巧みに口説いて、朝まで何度も何度もハメていたら、心配して彼女を探してボクの家までやって来た親友に隠れてまでエッチをしたくなるくらいボクにハマっちゃいました!（1月7日、お夜食カンパニー）
- 背が小さいうぶな大学新入生の教え子と男はボク1人だけの王様ゲーム（1月10日、アイエナジー）
- 一緒に洗車に来たツレの彼女がまさかのノーブラ! 隙だらけの胸の谷間からこぼれ落ちそうなナマ乳に見とれていたら…（1月11日、ゲッツ!!）
- 無防備パンチラ!はわざと? ボクのバイト先の本屋の女子○生は、制服姿のままバイトしていてスカートが短く高い所のモノを取ったり、低い所のモノを取ったりする度に無防備にパンチラしまくるもんだから興奮して勃起しまくり!思わずガン見していたら勃起がモロバレ!ヤバイと思い慌てて言い訳したら、気にしていないどころか逆に誘惑してきて、パンツの中はすでにビショ濡れ爆濡れ状態で太ももまで愛液が垂れていて発情状態!?店内に人がいようがお構いなしに求めてきます。（1月19日、Hunter）
- パンチラ確定!ミニスカ素人娘限定!目指せ賞金100万円! 平均台股裂けクイズ（1月19日、ATOM）
- 素人男女観察! モニタリングAV 上司と部下の絆を徹底検証!! 初めてのソープランド体験!! 上司との絆を深めるために混浴してみませんか!? サラリーマン街で声をかけた飲み会帰りの男上司と新入女子社員の部下さんに『賞金付きで二人で混浴してみませんか?』と声をかけて部屋に来てもらう!しかし、そこはソープランド部屋!さらに渡された水着はマイクロビキニ!密着ミッションでポロリ連発! 興奮した二人は上司部下の関係を超えてしまうのか!?（1月19日、お夜食カンパニー）
- バーチャルべろチュウ 4（2月1日、ゑびすさん）
- 制服美少女と密室中出し性交（2月12日、ケートライブ）
- 義母と娘の偏愛レズビアン 〜色気付いた娘に股間を湿らせるムッツリスケベな継母〜（2月19日、レズれ!）
- ニッコリ顔も可愛い新人看護師さんは清楚系ヤリマン? 待合室で待っていると目の前で可愛い清楚系ナースさんが立て膝パンチラ…するとなんと黒い下着を着けているじゃあありませんか!!ストッキングから透けるソソる黒下着!清純かと思いきや黒パンツのパンチラに思わず勃起!「ヤバい」とその場を離れるとナースさんがついてきた!!そして耳元で「見たでしょ」と囁かれ「確認します」とズボンを脱がされ…まさかのフェラ!?驚いていると「病院内ですのでお静かに」と言われながら我慢出来ずに口内発射!!すると「溜まってますね、診察室に行きましょう」と診察室に連れて行かれ…ナースさん、そんなに激しくしたら見つかるよ。（2月21日、SOSORU×GARCON）
- 土下座状態で身動きできない僕に足コキしてくる美脚お姉さま（2月25日、アロマ企画）
- 完全撮りおろし! 主観フェラ抜き体験 8時間 Vol.5（2月25日、オーロラプロジェクト・アネックス）
- パンツ越しの素股&尻コキ 接触部がよく見えるように男子もブリーフ着用!（3月13日、アロマ企画）
- 『仕方ないな〜パンツの上からだったら擦っても良いよ!』 ヤリマン姉にパンズリさせてもらったら大量発射!（4月7日、Hunter）
- 民泊に来た黒人にいたずらされて小さすぎる口とマ○コに手首ほどのチ○コを挿入されわけもわからずCreampie(中出し)されたひよこ女子たち（4月11日、ひよこ）
- 超美尻がボクの目の前3センチ!! えっ⁉そのプルンと突き出した綺麗すぎるお尻はボクを誘っているの?（5月7日、Hunter）
- 素人男女観察! モニタリングAV 初めてのじっくり勃起見学!! 目隠しした欲求不満男子の願望叶えられたら高額賞金!!街行く女子大生にモテない男子の悩み相談を依頼!ただし男子には目隠ししてもらっています!見えないという状況に女子大生は気を許しブラインドボディタッチやキスなどをさせてあげると、目の前でどんどん勃起していくチ○ポ!!戸惑いながらも勃起を間近で見てムラムラが我慢できなくなった女子大生はどこまでやってしまうのか!?（5月19日、お夜食カンパニー）
- やりマン便女ダンサー（5月19日、MDMA）※「小野みおん」名義
- ブルマ&体操着でスケスケ! ポロリ必至! ぬるぬる!ローション組体操（6月7日、ATOM）
- ニューハーフになった息子のたくましい巨根にドハマりする母と妹たちの近親相姦（6月14日、REAL）
- ザーメン指輪の若妻（6月25日、豊彦）※「八木まゆみ」名義
- スーパーヒロイン絶体絶命 Vol.72 美少女仮面オーロラ（7月12日、GIGA）
- 銀河級美少女在籍 オナニーサポートJOI ストリップ劇場 Vol.002（7月12日、宇宙企画）
- 家に帰るとマンスジがはっきり見えるほどの食い込みパンツで妹がエクササイズ中!? その様子にソソられていると、マッサージをお願いされて戸惑いが隠せない!ヤバイと思いながらもマンスジとの距離が0cm!我慢できずチ○ポを突き刺して妹のマ○コに夢中になってしまいました!!（7月25日、SOSORU×GARCON）
- 汚パンティー臭い責め（8月8日、レイディックス）
- 田舎からオープンキャンパスで上京してきた学生さん集合!!お金が無いならAV出演で夢を掴め! 初めてのおもちゃプレイに大興奮!勃起チ●コ見せつけ発情! 赤面恥じらいが止まらない制服美少女のぐちょ濡れオマ●コに素股プレイ中ヌルっと生挿入! 胸キュン青春SEX頂いちゃいましたSPECIAL（8月9日、S級素人）[6]
- 連姦痴漢 2 犯されるたびに激痛が快感に変わり泣きイキする女（8月22日、ナチュラルハイ）
- マンスジ前貼りオシッコ（9月12日、レイディックス）
- 生中出しアイドル枕営業 Vol.003（9月13日、BAZOOKA）
- 現役ナースが身動き取れない童貞患者を優しくセックス看護! 献身的で優しい騎乗位で童貞筆下ろしSEX! 2（9月27日、DOC）

### イメージDVD
- 新品美少女のあ*る動画（2019年3月3日、IMPACT）※「永作ねね」名義

## 出演

### オリジナルビデオ
- ダメージングヒロイン17 美少女仮面ポーラスター（2020/05/08、ZENピクチャーズ）三日月マナカ/美少女仮面ポーラスター役（主演）